# What It's Like
What It's Like is een nummer van de Amerikaanse muzikant Everlast uit 1999. Het is de eerste single van zijn tweede soloalbum Whitey Ford Sings the Blues.
Hoewel Everlast vooral hiphop liet horen toen hij in House of Pain zat, gaat hij met "What It's Like" meer de kant van de alternatieve rockmuziek op. Het nummer werd vooral in Noord-Amerika, het Duitse taalgebied en IJsland een hit. Het haalde de 13e positie in de Amerikaanse Billboard Hot 100. In Nederland moest het nummer het echter met een 7e positie in de Tipparade stellen.